# La casa entre els cactus
La casa entre els cactus (títol original en castellà, La casa entre los cactus) és una pel·lícula de thriller psicològic espanyol del 2022 dirigida per Carlota González-Adrio en el seu primer llargmetratge. És escrita per Paul Pen en una adaptació de la seva novel·la homònima. És protagonitzada per Ariadna Gil, Daniel Grao i Ricardo Gómez. Rodada originalment en castellà, s'ha doblat al català per a TV3.

## Sinopsi
La trama tracta de l'arribada d'un desconegut, en Rafa, a una comunitat idíl·lica de persones que viuen en una vall remota cuidant cactus i que amaguen un secret. Aquesta comunitat està formada per la Rosa, l'Emilio i les seves filles, totes elles amb nom de flors (Lis, Iris, Melisa, Lila i Dalia).

## Repartiment
- Ariadna Gil com a Rosa[2]
- Daniel Grao com a Emilio[2]
- Ricardo Gómez com a Rafa[2]
- Aina Picarolo[2]
- Zoe Arnao[2]
- Anna Ruiz[2]
- Carla Ruiz[2]
- Judith Fernández[3]

## Producció
La pel·lícula és una producció de Cine365 Films, DZ Largometrajes y Audiovisuales AIE, Ikiru Films, La Terraza Films i Virtual Contenidos, amb la participació o associació de RTVE, TV3, Orange TV i ICAA. Es va rodar en diverses localitzacions de Gran Canària, incloent-hi Arucas, Firgas, Valleseco i Las Palmas. Filmax va aconseguir els drets de distribució de la pel·lícula en postproducció.

## Estrena
La promoció de la pel·lícula va comptar amb una prestrena als Cines Renoir Princesa de Madrid el 12 de setembre de 2022. Es va estrenar en cinemes el 16 de setembre de 2022. També es va projectar a la secció Made in Spain del 70è Festival Internacional de Cinema de Sant Sebastià.